# 雷迪·佩奇
雷迪·佩奇（Leydy Pech，全名為Leydy Araceli Pech Marín，1965年—）是墨西哥一名馬雅蜂農與環保人士，她不使用當代蜂農常用的西方蜜蜂，而是遵循馬雅傳統培養當地原生的馬雅皇蜂（在當地被稱為Xunaan Kab，意為蜂蜜女士
），以古法生產蜂蜜。2000年起孟山都開始在當地種植轉基因大豆，其規模持續擴大，對養蜂場蜂蜜的產量造成負面影響，危急當地馬雅社群的生計。佩奇先後創立「共同學習協會」（Muuch Kambal coalition）與「切内斯養蜂協會」（ Colectivo Apícola de los Chenes）等組織，發起抗議行動，訴求政府介入停止當地轉基因大豆的種植，2015年墨西哥最高法院判決企業在當地種植轉基因作物前應先諮詢當地原住民族群，2017年墨西哥多個州撤銷了孟山都種植轉基因作物的許可。2020年，佩奇獲頒有「綠色諾貝爾獎」之稱的高曼環境獎。